# Rudolf Ortner

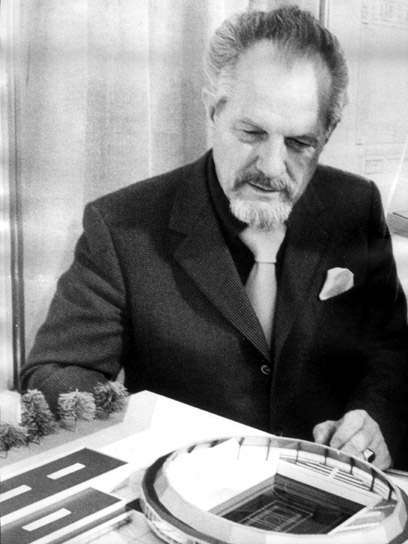
Rudolf Ortner, 1975

Rudolf Ortner (* 31. Mai 1912 in Nürnberg; † 11. November 1997 in München; vollständiger Name: Rudolf Maximilian Ortner) war ein deutscher Architekt, Baubeamter und Hochschullehrer, der auch als Maler und Fotograf tätig war.

## Werdegang
Von 1932 bis 1933 studierte Ortner am Bauhaus in Dessau und Berlin und war dort Schüler von Ludwig Mies van der Rohe, Ludwig Hilberseimer, Wassily Kandinsky und Josef Albers. Nach der erzwungenen Selbstauflösung des Bauhauses durch die Nationalsozialisten studierte er von 1933 bis 1936 an der Hochschule für Baukunst und bildende Kunst in Weimar Architektur sowie ab 1935 Malerei und Bühnenbildnerei. Das Studium schloss er mit der Verleihung des akademischen Grads „Diplom-Architekt“ ab.
Nach dem Studium arbeitete er bis 1939 als freischaffender Architekt bei der Versicherung Magdeburger Land-Feuersozietät und war darüber hinaus auch als Dozent an der Staatlichen Ingenieurschule in Magdeburg tätig.
Von 1939 bis 1945 war er Soldat im Zweiten Weltkrieg.
Im Jahr 1946 wurde er an die Hochschule für Baukunst und bildende Kunst in Weimar berufen. Von 1948 bis zu seiner Flucht nach Westdeutschland im Jahr 1951 war er Direktor der Staatlichen Ingenieurschule in Gotha.
In der Zeit von 1952 bis 1976 war er als freischaffender Architekt tätig. Bekannt wurde er vor allem durch seine zahlreichen Sportbauten, die ihm auch international viel Anerkennung einbrachten. In dieser Zeit war er auch Professor an der Technischen Universität München, an der Friedrich-Alexander-Universität Erlangen-Nürnberg und an der Universität Augsburg. Darüber hinaus war er auch Lehrbeauftragter an der Bayerischen Sportakademie sowie Leiter der Staatlichen Beratungsstelle für Turn- und Sportstättenbau in Bayern.
Nach Schließung des Architekturbüros widmete er sich ab 1977 bis zu seinem Tod ausschließlich der Malerei und Fotografie.
Rudolf Ortner war verheiratet mit Annalies Bach (1912–2008), einer Urenkelin des Porträtmalers und Hofmusikers Johann Philipp Bach aus der bekannten Bachfamilie. Ihre gemeinsame Tochter Monika Ortner-Bach wurde später Kuratorin.
Ortner war befreundet mit dem Maler Klaus W. Sporer.

## Architektur

### Sportbauten (Auswahl)
- Umbau des Städtischen Stadions an der Grünwalder Straße, München
- Sport- und Schwimmhalle des Bayerischen Landes-Sportverbandes, München (Grünwald)
- Rollschuhbahn im Dantestadion, München
- Hermann-von-Siemens-Sportpark (zusammen mit Architekt Hans Maurer), München
- Stadion Friedrich-Ludwig-Jahn-Sportpark, Berlin, DDR[5]
- Sportanlage, Kelheim
- Sportanlage, Bielefeld

### Schriften (Auswahl)
- Baukonstruktion und Ausbau. Engelhard Reyher Verlag, Gotha 1951.
- Sportbauten. Anlage, Bau, Ausstattung. Callwey Verlag, München 1953.

### Schüler von Rudolf Ortner (Auswahl)
- Curt O. Schaller, Architekt

## Malerei und Fotografie

### Ausstellungen (Auswahl)
- Bauhaus, Dessau, 1988, 2007
- Bauhaus-Archiv, Berlin, 1974, 1984, 1992, 2001, 2007
- Bauhaus-Universität Weimar, Universitätsbibliothek, 2010
- Centre Pompidou, Paris, 1978
- Germanisches Nationalmuseum, Nürnberg, 1996
- Haus am Horn, Weimar, 2007[6]
- Kulturzentrum, Kapfenberg, 1994[7]
- Meisterhaus Schlemmer, Dessau, 2008[8]
- Tate Modern, London, 2006[9]
- Villa Stuck, München, 1991
- Wilhelm-Hack-Museum, Ludwigshafen, 1991

### Kataloge zu Einzel- und Gemeinschaftsausstellungen (Auswahl)
- Rudolf Ortner: Architektur und Malerei zwischen Tradition und Moderne; Monika Ortner-Bach; I. Holzapfel Verlag, München 2008, ISBN 978-3-926098-10-8.
- Rudolf Ortner: Bauhaus-Schüler 1932–1933, Architekt 1936–1976, Maler und Fotograf 1977–1997; Monika Ortner-Bach; I. Holzapfel Verlag, München 2007, ISBN 978-3-926098-08-5.
- Mehr als der blosse Zweck: Mies van der Rohe am Bauhaus 1930–1933; Bauhaus-Archiv, Berlin, 2001
- Magdalena Droste, Jeannine Fiedler: Experiment Bauhaus. Das Bauhaus-Archiv Berlin (West) zu Gast im Bauhaus Dessau. Kupfergraben Verlag, Berlin 1988.
- Der vorbildliche Architekt. Mies van der Rohes Architekturunterricht 1930–1958 am Bauhaus und in Chicago. Nicolaische Verlagsbuchhandlung, Berlin 1986.
- Sammlungs-Katalog (Auswahl): Architektur, Design, Malerei, Graphik, Kunstpädagogik; Gebrüder Mann Verlag, Berlin 1981.

### Buchpublikationen (Auswahl)
- Bauhaus-Archiv Berlin: Museum für Gestaltung / die Sammlung; Magdalena Droste, Karsten Hinz, Klaus Weber, Christian Wolsdorff; Senat Berlin Museumspädagogischer Dienst, Berlin, 1999

### Werke in Sammlungen (Auswahl)
- Architekturmuseum, München
- Bauhaus-Archiv Museum für Gestaltung, Berlin
- Bauhaus-Universität – Archiv der Moderne, Weimar
- Bayerische Staatsgemäldesammlung, München
- Edwin-Scharff-Haus, Neu-Ulm
- Forum Konkrete Kunst, Erfurt[10]
- Misawa Homes – Bauhaus Collection, Japan
- Museum für Konkrete Kunst, Ingolstadt
- Museum im Kulturspeicher, Würzburg
- Sammlung Vordemberge-Gildewart, Osnabrück
- Städtische Galerie im Lenbachhaus, München
- Stiftung Bauhaus, Dessau
- Wilhelm-Hack-Museum, Ludwigshafen

### Werke in Artotheken
- Artothek München
- Artothek Nürnberg e.V.[11]
- Kunst in Wertingen

## Fernsehauftritt
- Erfurter Gespräch, 30-minütiges Interview zum Bauhaus-Jubiläum, MDR, 1994

## Nachlass
- Der architektonische Nachlass (Zeichnungen und Bauakten) befindet sich im Deutschen Architekturmuseum (DAM) in Frankfurt am Main. Zusätzlich wurden aus der Bibliothek von Rudolf Ortner die Architekturbücher an die Bibliothek des DAM übergeben.
- Der sonstige schriftliche Nachlass befindet sich im Germanischen Nationalmuseum – Deutsches Kunstarchiv in Nürnberg.
- Der malerische und fotografische Nachlass befindet sich bei der Art Consulting | Monika Ortner-Bach in München.